# Větrný mlýn ve Skoupém
Větrný mlýn ve Skoupém u Mlečic je zaniklý mlýn holandského typu, který stál severně od Skoupého při cestě do Prašného Újezda u výškového bodu Homolka (477 m n. m.). Stál v katastrálním území Prašný Újezd.

## Historie
Větrný mlýn byl postaven po roce 1850 na stavební parcele č. 110 (p.č. 193/2); stavení při mlýně má číslo stavební parcely 109. Tento obilní mlýn zanikl po roce 1877 a nedochovaly se po něm žádné pozůstatky; stavení se dochoval název Větrák.